# Grote kegelbij
De grote kegelbij (Coelioxys conoidea) is een vliesvleugelig insect uit de familie Megachilidae. De wetenschappelijke naam van de soort is voor het eerst geldig gepubliceerd in 1806 door Illiger.